# ميغومي إغاراشي
ميغومي إغاراشي (باليابانية: ろくでなし子؛ بالكانا: ろくでなしこ) هي نحّاتة ومانغاكا وفنانة يابانية، ولدت في 14 مارس 1972.

## وصلات خارجية
- ميغومي إغاراشي على موقع IMDb (الإنجليزية)

- الموقع الرسمي